# Alger (Ohio)
Alger es una villa ubicada en el condado de Hardin en el estado estadounidense de Ohio. En el Censo de 2010 tenía una población de 860 habitantes y una densidad poblacional de 1.165,08 personas por km².

## Geografía
Alger se encuentra ubicada en las coordenadas 40°42′34″N 83°50′39″O / 40.70944, -83.84417. Según la Oficina del Censo de los Estados Unidos, Alger tiene una superficie total de 0.74 km², de la cual 0.74 km² corresponden a tierra firme y (0%) 0 km² es agua.

## Demografía
Según el censo de 2010, había 860 personas residiendo en Alger. La densidad de población era de 1.165,08 hab./km². De los 860 habitantes, Alger estaba compuesto por el 97.21% blancos, el 0.23% eran afroamericanos, el 0.47% eran amerindios, el 0.12% eran asiáticos, el 0% eran isleños del Pacífico, el 0.12% eran de otras razas y el 1.86% pertenecían a dos o más razas. Del total de la población el 1.16% eran hispanos o latinos de cualquier raza.